# Mollisia coerulans
Mollisia coerulans är en svampart som beskrevs av Quél. 1879. Mollisia coerulans ingår i släktet Mollisia och familjen Dermateaceae.   Inga underarter finns listade i Catalogue of Life.